# 摩德納省
摩德納省（Provincia di Modena）是意大利艾米利亞-羅馬涅大區的一個省。面積2,688平方公里，2005年人口659,925人。首府摩德納。下分48市鎮。

## 經濟
摩德納省是歐洲最重要的工業支柱之一：多個超級跑車生產商均設置總部及廠房於此，包括法拉利、瑪莎拉蒂、帕加尼等。